# 福岡市立千代小学校
福岡市立千代小学校（ふくおかしりつ ちよしょうがっこう）は、福岡県福岡市博多区東公園にある公立小学校。

## 特徴
立地場所は博多区北端の東公園地区の南側で、東公園・福岡県庁と隣接しており、東区との区境まで最短約300mの場所である。通学区域は博多祇園山笠の「千代流」の区域とほぼ一致する。1987年から千代流の協力を得て、期間中に校区内で流れ舁きを行っている。
九州大学病院に近い位置にあり、同病院内に院内学級「がんばるーむ」を設置している。

## 歴史
- 1887年（明治20年） - 千代村に千代尋常小学校として開校。
- 1928年（昭和3年） - 千代町が福岡市に編入されたことにより福岡市立千代尋常高等小学校となる。
- 1937年（昭和12年） - 福岡市立千代尋常小学校に改称。
- 1941年（昭和16年） - 国民学校令により福岡市立千代国民学校に改称。
- 1947年（昭和22年） - 学制改革により福岡市立千代小学校に改称。

## 通学区域
博多区の以下の地域を通学区域とする。詳細な通学区域は福岡市教育委員会サイトの「通学区域一覧」を参照。
- 千代1-6丁目（1丁目の一部を除く全丁目）
- 東公園の一部

福岡市域の北東部、博多区域の北端にあたる。千代は博多区北部の御笠川右岸地域の地域で、北西端の博多湾沿いの埋立地に事業所などが立地するほかは主に住宅地となっている。東公園地区の校区内にも住宅がある。
中学校は校区内の千代中学校の通学区域。

### 校区内の主な施設
- 東公園・元寇資料館
- 福岡県庁
- 福岡県警察本部
- 十日恵比須神社
- 福岡市民体育館
- 福岡市地下鉄箱崎線 千代県庁口駅
- 福岡県立博多青松高等学校
- 崇福寺
- 福岡市立千代中学校
- 松風地蔵尊 - 千代中学校の東脇、崇福寺の西脇に存在。
- 千代森神社
- 山神社（玄徳稲荷神社）

### 校区が隣接する小学校
- 福岡市立馬出小学校
- 福岡市立東吉塚小学校
- 福岡市立吉塚小学校
- 福岡市立堅粕小学校
- 福岡市立博多小学校

## 校歌
1964年8月制定。
- 作詞：丸山豊
- 作曲：安永武一郎